# П'єтро Традоніко
П'є́тро Традо́ніко (італ. Pietro Tradonico; ? — †13 вересня 864) — 13-й венеційський дож.

## Біографія
Походив з міста Пула в Істрії. Дитиною разом з родиною перебрався до Еквілія, а звідти до Ріальто. Обрав військову кар'єру. Він був неписьменним і тому підписував багато державних документів з signum manus (знак руки), тобто відбитком пальця. У 810-х роках дож призначив Анджело Партичипаціо відповідальним за зведеня нових будівель на острові Ріальто.
Був обраний дожем в 836 році, змінивши на посту Джованні I Партічіпаціо, якого було повалено внаслідок змови роду Масталічі. Відразу ж після обрання Традоніко призначив співправителем свого сина Джованні, в надії передати йому владу у спадок. 
З початку свого правління вів військові дії на узбережжі Далмації проти слов'янських піратів (з неретвян), яких підтримало Приморська Хорватія. У морській битві біля фортеці Св.Мартина венеційський флот зазнав поразки. Тому у 839 році дож вимушено уклав з Миславом, князем Приморської Хорватії, мирний договір, за яким зобов'язався сплачувати кошти останньому за вільну торгівлі купців в Адріатичному морі. 
У 840 році емір Абу Ікаль ібн аль-Аглаб захопив Тарент, після чого арабські пірати вперше з'явилися в Адріатиці. Завдавши поразки венеційському флоту при Лозині захопили місто Барі та частину Апулії, спустошили узбережжя Далмації. Водночас дож зазнав поразки під час нападу неретвян на чолі із Дружаком, втративши більше 100 вояків. При цьому венеційні діяли спільно з князем Миславом проти неретвян та арабів Але дож продовжував відправляти флот з протистояти піратам. 842 року дож був одним з організаторів антиарабського союзу з Миславом та Дружаком, до якого доєднався візантійський флот.
У тому ж 840 році в пакті Лотара між Візантійською імперією і франками та у Верденському договорі 843 року за Венецією підтверджувалися права й кордони згідно Ахенської угоди 812 року, закріплюється право на незалежність від Італійського королівства та Візантії (позначивши Венецію як герцогство, а не провінція Візантії як було в Ахенському мирі) та влада над усією Венеційською лагуною. Останнє також визнав візантійський імператор Феофіл, який надав П'єтро Традоніко титул спафарія. 1 вересня 841 року імператор підтвердив дожу вільне користування земельними володіннями венеційців (як світських, так і церковних) на всій території Франкської імперії.
841 року венеційський флот зазнав нової поразки, що дозволило араб пограбувати узбережжя до гирла річки По. 842 року арабський флот вдерся до затоки Кварнер, завдаючи збитків венеційській торгівлі. Наступного року в битві біля острова Сансего венеційський флот зазнав поразки. 846 року неретвяни вийшли з мирної угоди, атакувавши венеційські володіння, спаливши містечко Каорле. Це змусило дожа відмовитися від активних дій в Адріатиці, зосередивши увагу на захисті Венеційської лагуни. При цьому дож активно захищав незалежність митрополії Градо від Аквілейського патріархату, що зрештою було визнано папами римськими.
853 року прийняв посольство від візантійського імператора Михайла III з закликом відновити морську війну проти арабів. Натомість П'єтро Традоніко отримав титул іпата. 856 року разом з сином Джованні приймав Людовика II, імператора Заходу, та його дружину Ангельбергу. Під час цього візиту імператор став хрещеним батьком онуки дожа, ім'я якої невідоме. Того ж року в МАнтуї імператор розширив права венеційців щодо власності в імперії.
863 року помирає його син Джованні. У 864 році був смертельно поранений під час меси при закладанні церкви Сан-Заккаріа.